# アンタッチャブル (プロレス)
UNTOUCHABLE（アンタッチャブル）は、全日本プロレスにて活動した、三沢光晴をリーダーとするプロレスのユニット。
その後、プロレスリング・ノアにおいてアンタッチャブルの後継ユニットとなるWAVE（ウェイブ）が結成されている。
WAVE解散後も、三沢と小川良成とのタッグチームは継続して活動した。

## 来歴
- 1998年8月、3か月の欠場から復帰した三沢光晴は、秋山準とのコンビを解消し、新パートナーに小川良成を指名。
- 1998年11月、世界最強タッグ決定リーグ戦に三沢&小川組で出場。この際、チーム名を正式に「アンタッチャブル」とする。
- 1999年1月、小川の世界ジュニアヘビー級王座に挑戦し敗れた垣原賢人が加入。前年にデビューした三沢の付き人・丸藤正道も見習いとして加入。
- 1999年8月25日、史上初の世界タッグ&アジアタッグダブルタイトルマッチとして、両王者のノーフィアー（大森隆男&高山善廣）に三沢&小川が挑戦し勝利、両王座を同時獲得した。この時三沢は三冠ヘビー級王座、小川は世界ジュニアヘビー級王座を保持しており、二人で全日本に存在するタイトルを総ナメにした。
- 1999年11月、世界最強タッグ決定リーグ戦に三沢&小川組が2年連続出場。結果は3位。
- 2000年、格闘探偵団バトラーツから全日本に継続参戦していた池田大輔が加入。
- 2000年6月、全日本プロレスが分裂、三沢らはプロレスリング・ノアを設立。ノア旗揚げ後は「WAVE」として活動する。

## メンバー

### 正規メンバー
- 三沢光晴

チームの創始者でリーダー。ジュニアヘビー級出身の三沢は小川良成の"巧さ"をかねてから評価しており、周囲の反対を振り切ってジュニアの小川とタッグを結成。超世代軍対聖鬼軍という軍団抗争から大幅に転換し、アンタッチャブルとしてメンバーを増やしていく。
- 小川良成

三沢のタッグパートナーとして、ジュニアの体重でありながらヘビー級戦線でも戦っていくこととなる。
- 垣原賢人

1998年2月よりフリーとして全日本プロレスに参戦、1999年にアンタッチャブル加入、全日本プロレス正式入団。

### 準メンバー
- 丸藤正道

練習生時代から三沢の付き人を務めており、1999年、三沢が"見習い"として加入させる。
- 池田大輔

バトラーツ所属として全日本プロレスに1999年から継続参戦。2000年からアンタッチャブルと共闘する。

## タイトル歴
全日本プロレス
- 三冠ヘビー級選手権 - 三沢光晴
- 世界ジュニアヘビー級選手権 - 小川良成
- 世界タッグ選手権 - 三沢光晴&小川良成組
- アジアタッグ選手権 - 三沢光晴&小川良成組

プロレス大賞
- 年間最高試合賞 - 三沢光晴

## WAVE
WAVE（ウェイブ）は、2000年10月11日、プロレスリング・ノア初のシリーズ「NAVIGATION」で、全日本プロレス時代のアンタッチャブルの流れを引き継ぐ新チーム「WAVE」の結成を発表。メンバーは、旗揚げ戦への出場のみでノアを退団した垣原が抜けただけで、三沢、小川、池田、丸藤という以前と変わらぬ4人。ただし丸藤とバトラーツを退団しノアに入団した池田は、これをもって正式加入となった。
2001年に小橋建太の欠場によって活動休止となったバーニングから力皇猛、小林健太（KENTA）をWAVE預かりとする。力皇はプロレスリングZERO-ONEの日本武道館大会で三沢のパートナーとして小川直也&村上和成組と対戦するなど急成長を遂げるが、森嶋猛とタッグチーム「WILD II」を結成し脱退。池田も同年6月の大森隆男とのシングルマッチ後に脱退する。フリー参戦から正式にノアに入団した佐野巧真、同年12月デビューで三沢の付き人を務めていた鈴木鼓太郎が加入。
2002年に三沢と小川が突如仲間割れを起こし、WAVE解散の危機となった。しかし、これは当時のGHCヘビー級王者・秋山準を陥れるための小川による偽装工作で最終的に元の鞘に収まった。その後、小川はGHCヘビー級王座を秋山から奪取している。
2003年に丸藤が新世代による下克上を掲げて脱退しユニットとしての機能が形骸化したWAVEは解散。しかし三沢と小川のタッグは三沢の死去する2009年まで継続した。

### メンバー
- 三沢光晴
- 小川良成
- 池田大輔 - 2001年脱退
- 丸藤正道 - 2003年脱退
- 佐野巧真 - 2001年加入
- 鈴木鼓太郎 - 2001年加入

共闘していた選手
- 力皇猛 - 小橋建太欠場によるバーニング活動休止のため2001年に共闘、同年に新チーム結成
- 小林健太 - 小橋建太欠場によるバーニング活動休止のため2001年に共闘

### タイトル歴
プロレスリング・ノア
- GHCヘビー級王座 - 三沢光晴、小川良成
- GHCジュニアヘビー級王座 - 丸藤正道
- GHCタッグ王座 - 三沢光晴&小川良成組